# 1574 en santé et médecine
| Années de la santé et de la médecine : 1571 - 1572 - 1573 - 1574 - 1575 - 1576 - 1577    |
| Décennies de la santé et de la médecine : 1540 - 1550 - 1560 - 1570 - 1580 - 1590 - 1600 |

Cet article présente les faits marquants de l'année 1574 en santé et médecine.

## Publication
- Charles de L'Écluse fait imprimer à Anvers, chez Christophe Plantin, une deuxième édition[1] de sa traduction du portugais en latin des Colloques des simples de l'Inde (1563) de Garcia de Orta, version qui, cinq fois rééditée, se retrouvera « dans les bibliothèques de toute l'Europe[2],[3] ».

## Naissances
- Robert Fludd (mort en 1637), médecin paracelsien, astrologue et mystique anglais[4].
- Anna von Diesbach (morte en 1651[5]), compilatrice d'une pharmacopée publiée à titre posthume sous le titre d'Arzneibüchlein[6].
- Thomas Platter le Jeune (mort en 1628[7]), botaniste et médecin suisse, fils de l'humaniste Thomas Platter le Vieux et demi-frère du médecin, anatomiste et botaniste Félix Platter (1536-1614[8],[9]).

## Décès
- 4 octobre : Jean Gonthier d'Andernach (né en 1487), médecin et anatomiste allemand, professeur à Paris et médecin ordinaire de François Ier, puis praticien à Metz et Strasbourg[10].
- Bartolomeo Eustachi (né en  1510), médecin anatomiste italien[11].
- Louis Laurens (né en 1511), médecin, gendre d'Honoré Castellan (1511-1569) et père d'André Du Laurens(1558-1609), tous deux également médecins[12].
- 1574 ou 1575 : Felix Würtz (né en 1514), chirurgien suisse[13].